# Kissiwaa Mensah
Kissiwaa Mensah (* 24. Juli 2005) ist eine britische Leichtathletin, die sich auf den Sprint spezialisiert hat.

## Sportliche Laufbahn
Erste internationale Erfahrungen sammelte Kissiwaa Mensah im Jahr 2024, als sie bei den U20-Weltmeisterschaften in Lima mit 23,90 s im Halbfinale im 200-Meter-Lauf ausschied und mit der britischen 4-mal-100-Meter-Staffel im Vorlauf disqualifiziert wurde. Im Jahr darauf wurde sie bei den World Athletics Relays 2025 in Guangzhou in 40,88 s Dritte in der Mixed-Staffel über 4-mal 100 Meter hinter den Teams aus Kanada und Jamaika. Im Juli schied sie bei den U23-Europameisterschaften in Bergen mit 23,36 s im Semifinale über 200 Meter aus und siegte mit der Staffel mit neuem Meisterschaftsrekord von 42,92 s.

## Persönliche Bestzeiten
- 100 Meter: 11,55 s (+1,4 m/s), 12. April 2025 in Clermont
  - 60 Meter (Halle): 7,39 s, 10. Februar 2024 in Sheffield
- 200 Meter: 23,07 s (+0,6 m/s), 14. Juni 2025 in Nivelles
  - 200 Meter (Halle): 23,45 s, 2. Februar 2025 in London